# Mustaqillik Maydoni
Mustaqillik Maydoni (česky náměstí Nezávislosti) je ústředním náměstím v uzbeckém hlavním městě Taškentu. 

## Historie
Historie místa sahá zpět až do 19. století. Když byl Taškent na počátku 19. století dobyt Kokandským chanátem, nacházel se blízkosti dnešního náměstí palác kokandského chána. V roce 1865 skončila vláda chána v Taškentu a Taškent dobyla ruská vojska. Na místě dnešního náměstí nechali Rusové postavit rezidenci pro generálního guvernéra Turkestánu. Za sovětské vlády bylo náměstí přejmenováno na Leninovo náměstí a na místě dnešního Památníku nezávislosti stála Leninova socha. Od roku 1974 se místo jmenovalo třída Přehlídek, protože bylo pravidelně využíváno pro vojenské přehlídky. Pod sovětským vedením byl rozvoj náměstí směřován centrum města, mimo jiné byly vytvořeny četné fontány, které formují vzhled náměstí až dodnes. Po získání nezávislosti v roce 1991 bylo místo oficiálně přejmenováno v roce 1992 na Mustaqillik Maydoni. Leninova socha byla nahrazena Památníkem nezávislosti, který náměstí v dnešní době dominuje.   

### Přestavba náměstí
Od roku 2003 do roku 2006 byly prostory a přilehlé budovy významně přestavěny, aby místo získalo moderní podobu. V rámci této přestavby náměstí byla Uzbecká národní knihovna Alisher Navoi Library, která byla původně na Mustaqillik Maydoni, přestěhována na jiné místo, aby na náměstí bylo možné postavit novostavbu Senátu.

## Dnešní vzhled
Na se nachází převážně Mustaqillik Maydoni vládní budovy, kromě budovy Senátu také budovy kabinetu. Samotnému náměstí dominují fontány a památník nezávislosti s mapou Uzbekistánu na vrcholu monumentu a matka s dítětem na podstavci. Nachází se zde také třída na památku padlých Uzbeků za 2. světové války. Nachází se v ní knihy se jmény všech Uzbeků padlých v 2. světové válce. Na konci třídy je socha truchlící matky a věčným plamenem. Ve směru řeky Ankhor, která protéká Taškentem, se nachází rozsáhlé parky.

## Využití

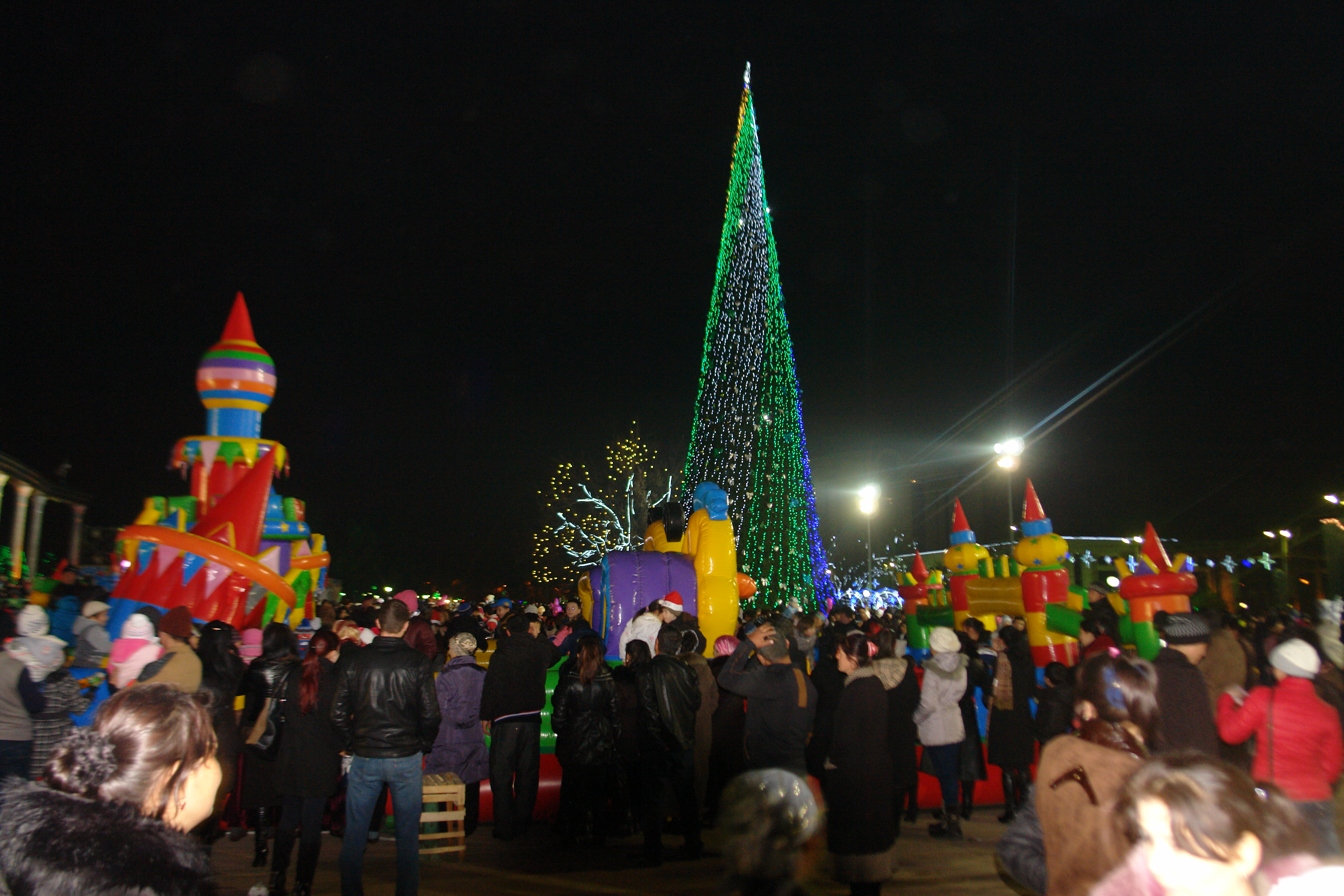
Náměstí na Nový rok 2015

Na náměstí probíhají slavnosti 1. září, v Den nezávislosti a 9. května, v Den vítězství. Na oslavu Nového roku je každoročně na náměstí postaven velký strom. Kromě toho je toto místo oblíbeným místem místních obyvatel i turistů. 